# Andreas Bach
Andreas Bach (né le 10 octobre 1968 à Erfurt) est un coureur cycliste allemand. Il a remporté le titre de champion du monde de poursuite par équipes en 1994 avec Guido Fulst, Danilo Hondo et Jens Lehmann.

## Palmarès sur piste

### Championnats du monde
- Hamar 1993
  -  Médaillé d'argent de la poursuite par équipes
- Palerme 1994
  -  Champion du monde de la poursuite par équipes (avec Guido Fulst, Danilo Hondo et Jens Lehmann)

### Championnats du monde juniors
- 1986
  -  Médaillé d'argent de la poursuite par équipes juniors

### Championnats nationaux
- Champion d'Allemagne de poursuite par équipes en 1994 (avec Erik Weispfennig, Robert Bartko et Guido Fulst)

## Palmarès sur route
- 1991
  - 6ea étape du Tour de Basse-Saxe (contre-la-montre par équipes)
- 1992
  - 6eb étape du Tour de Basse-Saxe
- 1994
  - 2e du Berliner Etappenfahrt
- 1996
  - 7eb étape du Tour de Basse-Saxe